# 日清ちびっこのどじまん
『日清ちびっこのどじまん』（にっしんちびっこのどじまん）は、1965年7月27日から1969年9月29日までフジテレビ系列局で放送されていたフジテレビ製作の歌謡番組である。日清食品の一社提供。新聞などのテレビ欄では単に「ちびっこのどじまん」、あるいは「ちびっこのど自慢」と表記されたこともある。当初はモノクロ放送だったが、1969年5月17日放送分からカラー放送となった。

## 概要
日本各地の公会堂で一般の小学生や中学生を対象にしたのど自慢大会を行い、その模様を放送していた視聴者参加型番組。原則2本撮りで収録していた。
桂小金治が司会を務めていた頃には、番組はまず小金治とスタジオにいる子供たちが「5・4・3・2・1、スタート！」とカウントダウンした後、ファンファーレを挟んで（小金治）「日清食品提供」→（ちびっこコーラス）「日清ちびっこのどじまん！」とコールして主題歌に入っていた。
大村崑が司会の頃にはステージの幕が閉まったままで（「日本一大会」などの一部の回では開いたままの時もあり）、開演ブザーの音と場内アナウンサーの「只今より、日清ちびっこのどじまんを開始します。最後までごゆっくりお楽しみください」というアナウンスの後、ファンファーレとともに幕が開き、大村の「日清食品提供」（小金治のコールよりは甲高かった）をした後、カメラが会場の方へとパンした。そして「日清ちびっこのどじまん！」という掛け声とともにスタートしていた。坂本九がオープニングテーマを歌唱していた時期があった。また、コマーシャルの前には「喉自慢の前には皆さんおなじみの味自慢。コマーシャルをどうぞ…」と振っていた。
出場者数は1回につき7人で、点数表示はピアノの鍵盤に見立てたボードに25点満点で表示するという形で行われていた。全出場者が歌い終えた後、審査員たちによってチャンピオンが選ばれた。通常は1人の出場者がチャンピオンに選ばれていたが、稀に複数になることもあった。そして、チャンピオンが7人出揃うと「チャンピオン大会」を開催し、その中からグランドチャンピオンを選出していた。
さらには年に1回（8月頃）、7人のグランドチャンピオンを集めて「日本一大会」を開催し、その中から日本一を決めていた（他に2人の準日本一も輩出）。この日本一大会はいわゆる得点制ではなく、特別ゲストを含めた審査員の合議制によって入賞者を決めた。
そして「準日本一」には「準日本一の王冠」、「日本一」には「日本一の王冠」とガウン・杓がそれぞれ贈られ、その後に観客やマスコット「ちびっこ」の「おめでとう！」の声とファンファーレと共に、ステージ上に吊り下げたくす玉が割れ、大量の紙吹雪・紙テープ・風船が舞って祝福した。
さらに賞品として、「日本一」にはヤマハ（当時の社名は日本楽器）→河合楽器協賛の豪華ピアノ、「準日本一」にはシャープ（同早川電気）協賛のカラーテレビ（第1回については、エレクトーン（日本一）・オルガン（準日本一）か、テレビのどちらかを選べたが、優勝者がエレクトーン、準優勝2名はいずれもテレビを選んで獲得した）、そしてスポンサーの日清食品から即席麺（日清焼そば→出前一丁）が、「日本一」には1年分、「準日本一」には半年分が、その他の出場者には3か月分がそれぞれ贈られた。番組が終了するまでの間に4人の日本一（女子3人、男子1人）が誕生した。
番組中期以降は「とびいり」のコーナーを設け、会場から1人の飛び入り参加者を募って4番手の出場者として参加させるようになったが、飛び入り参加者に付けられる点数は他の出場者たちに比べると低かった。また、出場者が歌っている最中に「うた」と「たいど」のインジケーターが表示されるようになり、審査の評価が分かりやすくなった。ただし、この演出は大会の回には無かった。
出場者たちによる歌唱が終わって審査の結果発表までの間には、番組オリジナル曲である「ちびっこソング」の紹介を行っていた。これらの歌が家庭や学校、文部省（現・文部科学省）などから評価を得るようになり、それらを収録したソノシート（ケイブンシャ）や、『あつまれ!ちびっこ』というタイトルのLPレコード（キングレコード、第1集 - 第3集）が発売された。この「ちびっこソング」を番組で歌うと、審査上でも有利な扱いになった。
番組製作はフジテレビが担当（テロップによっては「フジテレビジョン」のロゴ表記もあった）。ただし、高槻市民会館（当時「日清食品の工場の近く」として紹介された）で収録された第4回日本一大会では、関西テレビとフジテレビの共同製作となった。この時のクレジットは関西テレビが上位で、ロゴではなくスタッフロールと同じ明朝体で表記されていた。
番組最高視聴率は、1966年8月26日放送分の39.7%（ビデオリサーチ・関東地区調べ）。
当番組の保存についてだが、当時は2インチVTRの時代で、放送当時、ビデオテープは60分で10万円もすることから、それでの保存価値等がない限り、放送後は消去されて使い回されるのが普通だった。こういう事情もあり、この番組のそれでの記録映像は、1967年8月25日に放送された「第2回日本一大会」（於：東京厚生年金会館）の1本しか現存しない。この映像は、放送番組センターの放送ライブラリーにて閲覧できる。

## 放送時間
いずれも日本標準時。
- 火曜 19:30 - 20:00 （1965年7月27日 - 1965年10月26日）
- 金曜 19:30 - 20:00 （1965年11月5日 - 1969年3月28日）
- 土曜 19:00 - 19:30 （1969年4月5日 - 1969年6月28日） - 『スター千一夜』と『お茶の間寄席』の移動に伴い、放送時間を変更。
- 月曜 19:00 - 19:30 （1969年7月7日 - 1969年9月29日）

## 出演者

### 司会
- 桂小金治 - 初代司会者。前々番組『オリンピックショウ 地上最大のクイズ』の司会者でもあった。「子どもが“惚れたはれた”を扱う大人びた歌謡曲を歌う事」に異議を唱え、1965年9月7日放送分（第7回）をもって降板。
- 大村崑 - 2代目司会者。1965年9月14日（第8回）から最終回まで出演。

### 審査員
大村が司会をするようになってからは「○○（審査委員名）先生です」と紹介していた。
- 武井義明
- 阿部進 - 番組内での公募により「カバゴン（先生）」と呼ばれていた。阿部進#略歴も参照。
- 藤家虹二
- 淡谷のり子
- 楠トシエ
- 水の江滝子
- 高島忠夫
- 宮城まり子
- 秋山ちえ子
- 朝丘雪路
- ほか

### 素人時代に出場した経験がある有名人
堀江美都子、山尾百合子は番組とのタイアップも兼ねて、竜の子プロダクション制作のフジテレビ系アニメ『紅三四郎』で主題歌や挿入歌を担当している。そのため、番組終了後も堀江、しまざき由理、天童よしみ、かおりくみこなどが、竜の子プロダクション制作のフジテレビ系アニメ『ハクション大魔王』『昆虫物語 みなしごハッチ』『いなかっぺ大将』『樫の木モック』『けろっこデメタン』の主題歌を担当していた。
- 野口五郎 - この番組でチャンピオンになっている。
- 堀江美都子
- かおりくみこ - 第2回日本一大会優勝（旧；小野木久美子）[9]。
- しまざき由理 - この番組でグランドチャンピオンになっている。
- 内藤はるみ
- 上沼恵美子(第16代優勝)
- 研ナオコ
- 戸田恵子
- 十河陽一（作曲家）
- 片岡鶴太郎
- 天童よしみ(第15代優勝)
- 速水栄子
- 大友康平
- 西川峰子
- 山田隆夫
- 山尾百合子（元アニメソング歌手、「新青い三角定規」の元メンバー。実業家）
- 佐藤仁美 (アナウンサー)（テレビ朝日元アナウンサー）

## マスコットキャラクター
- ちびっこ - 美術セット、着ぐるみ、アシスタントの衣装、出場者へのメダル、前述の各レコードのジャケットなど、番組の至る所に使用された。着ぐるみキャラの声は堀絢子が担当した。当初は名称が定められていなかったが、公募によって1966年9月5日に決定された。この番組で生まれたキャラクターだったものの、日清食品のマスコットとして、同社の商品パッケージや宣伝にも多数登場した。1967年からは、同社の製品「チキンラーメン」のパッケージに登場して定着。新たにひよこちゃんが起用されるまで、20年以上にわたって親しまれた。

## スタッフ
- 構成：保富康午
- 音楽：藤家虹二
- 演奏：コージーポップスオーケストラ
- コーラス：音羽ゆりかご会
- フジテレビ担当：野田宏一郎

## 主題歌
オープニングテーマ「ちびっこのどじまんのテーマ」
作詞：保富康午 / 作曲：藤家虹二 / 歌：ちびっこコーラス
坂本九が1969年7月10日発売のLP『九ちゃんと歌おう』（東芝音楽工業 TP-7331）にてカバーしている（曲名は「ちびっこのどじまんテーマソング」）。
エンディングテーマ「ちびっこマーチ」
作詞：保富康午 / 作曲：藤家虹二 / 歌：ちびっこコーラス
後年、東海テレビの『ユニーサンデーショー 歌え! ちびっこ』でも使用され、改めてシングルレコードが発売された（歌：ひばり児童合唱団、ポリドール DQQ 5013）。

## 主なちびっこソング
アパッチ・アワワ（ボニー・ジャックス）、おへそのうた（大村崑）、めがねのうた（大村崑）、かあさんごめんね（楠トシエ）、おれは親分（中村晃子）、ふじぎなマリー（中原美沙緒）、怪獣カバゴン（阿部進）、ちびっこ音頭（三橋民謡少年隊）、お菓子のパレード（天地総子）、ゴーゴーダンプ（森朋子）、ちびっこブルース（大村崑）、ペケの歌（長谷川よしみ）、まんがのうた（牧伸二）、じゃがいもちゃん（小野木久美子）ほか。
これらの「ちびっこソング」は、キングレコードから発売されたCD『黄金時代シリーズ ちびっこソング編』に収録されている。また、同社から発売されたCD『テレビ主題歌黄金時代 アニメ&バラエティ編』には、「ちびっこのどじまんのテーマ」「ちびっこマーチ」「まんがのうた」の3曲が収録されている。

## 出版物
楽譜集
- ちびっこのどじまん愛唱歌集（1968年発行、フジテレビジョン）[12]

## ネット局
太字は、『読売新聞』1967年12月20日付夕刊6面 「日清和風チキン」広告に明記されてある局。
| 放送対象地域 | 放送局         | 現在の系列                                  | 備考 |
| ------------ | -------------- | ------------------------------------------- | --- |
| 関東広域圏   | フジテレビ     | フジテレビ系列                              | |
| 北海道       | 札幌テレビ     | 日本テレビ系列                              | 当時はフジテレビ系列とのクロスネット局 |
| 青森県       | 青森放送       | 日本テレビ系列                              | 1967年時点は、日曜 9:00 - 9:30に放送。 |
| 宮城県       | 仙台放送       | フジテレビ系列                              | 当時は日本テレビ系列とのクロスネット局 放送開始から1969年6月までは同時ネット 1969年7月以降も時間帯は移動せず土曜 19:00 - 19:30に放送。                |
| 福島県       | 福島テレビ     | フジテレビ系列                              | 当時は日本テレビ系列・TBS系列のクロスネット局 1969年4月から10月まで、水曜 19:00 - 19:30に放送。                                                       |
| 新潟県       | 新潟総合テレビ | フジテレビ系列                              | 現:NST新潟総合テレビ 当時はフジテレビ・日本テレビ・NET各系列のトリプルクロスネット局 6日遅れ。1969年4月6日から10月5日まで、日曜 19:00 - 19:30に放送。 |
| 長野県       | 長野放送       | フジテレビ系列                              | 1969年4月開局から |
| 静岡県       | テレビ静岡     | 1969年6月時点は、土曜 19:00 - 19:30に放送。 | |
| 山梨県       | 山梨放送       | 日本テレビ系列                              | 1969年9月時点は、土曜 18:00 - 18:30に放送。 |
| 富山県       | 北日本放送     | 日本テレビ系列                              | 1966年10月26日から1969年3月26日まで 水曜 18:15 - 18:45に放送。                                                                                        |
| 富山県       | 富山テレビ     | フジテレビ系列                              | 開局後の1969年4月5日から。 |
| 石川県       | 北陸放送       | TBS系列                                     | 1966年1月7日から1969年3月28日まで 金曜 18:00 - 18:30に放送。                                                                                          |
| 石川県       | 石川テレビ     | フジテレビ系列                              | 開局後の1969年4月5日から |
| 福井県       | 福井放送       | 日本テレビ系列 テレビ朝日系列               | 当時は日本テレビ系列単独加盟局 1965年7月27日より、火曜 19:30 - 20:00に放送 1969年9月時点では放送無し。                                                |
| 中京広域圏   | 東海テレビ     | フジテレビ系列                              | |
| 近畿広域圏   | 関西テレビ     | フジテレビ系列                              | |
| 鳥取県       | 日本海テレビ   | 日本テレビ系列                              | |
| 島根県       | 山陰放送       | TBS系列                                     | |
| 広島県       | 広島テレビ     | 日本テレビ系列                              | 当時はフジテレビ系列とのクロスネット局 |
| 山口県       | 山口放送       | 日本テレビ系列                              | |
| 徳島県       | 四国放送       | 日本テレビ系列                              | |
| 香川県       | 西日本放送     | 日本テレビ系列                              | |
| 高知県       | 高知放送       | 日本テレビ系列                              | |
| 福岡県       | テレビ西日本   | フジテレビ系列                              | |
| 長崎県       | 長崎放送       | TBS系列                                     | |
| 熊本県       | 熊本放送       | TBS系列                                     | |
| 大分県       | 大分放送       | TBS系列                                     | |
| 宮崎県       | 宮崎放送       | TBS系列                                     | |
| 鹿児島県     | 南日本放送     | TBS系列                                     | |